# NGC 7562A
NGC 7562A је спирална галаксија у сазвежђу Рибе која се налази на NGC листи објеката дубоког неба.
Деклинација објекта је + 6° 39' 11" а ректасцензија 23h 16m 1,3s. Привидна величина (магнитуда) објекта NGC 7562 износи 14,9 а фотографска магнитуда 15,5. NGC 7562A је још познат и под ознакама UGC 12467, MCG 1-59-25, PGC 70881, PGC 70880.